# Jimmy Feigen
Jimmy Feigen (n. 26 septembrie 1989, Hilo, Hawaii, SUA) este un înotător american, medaliat olimpic. A participat la 2 ediții ale Jocurilor Olimpice (2012, 2016) în care a câștigat o medalie de aur și două medalii de argint.